# Evangelische Kirche (Mademühlen)

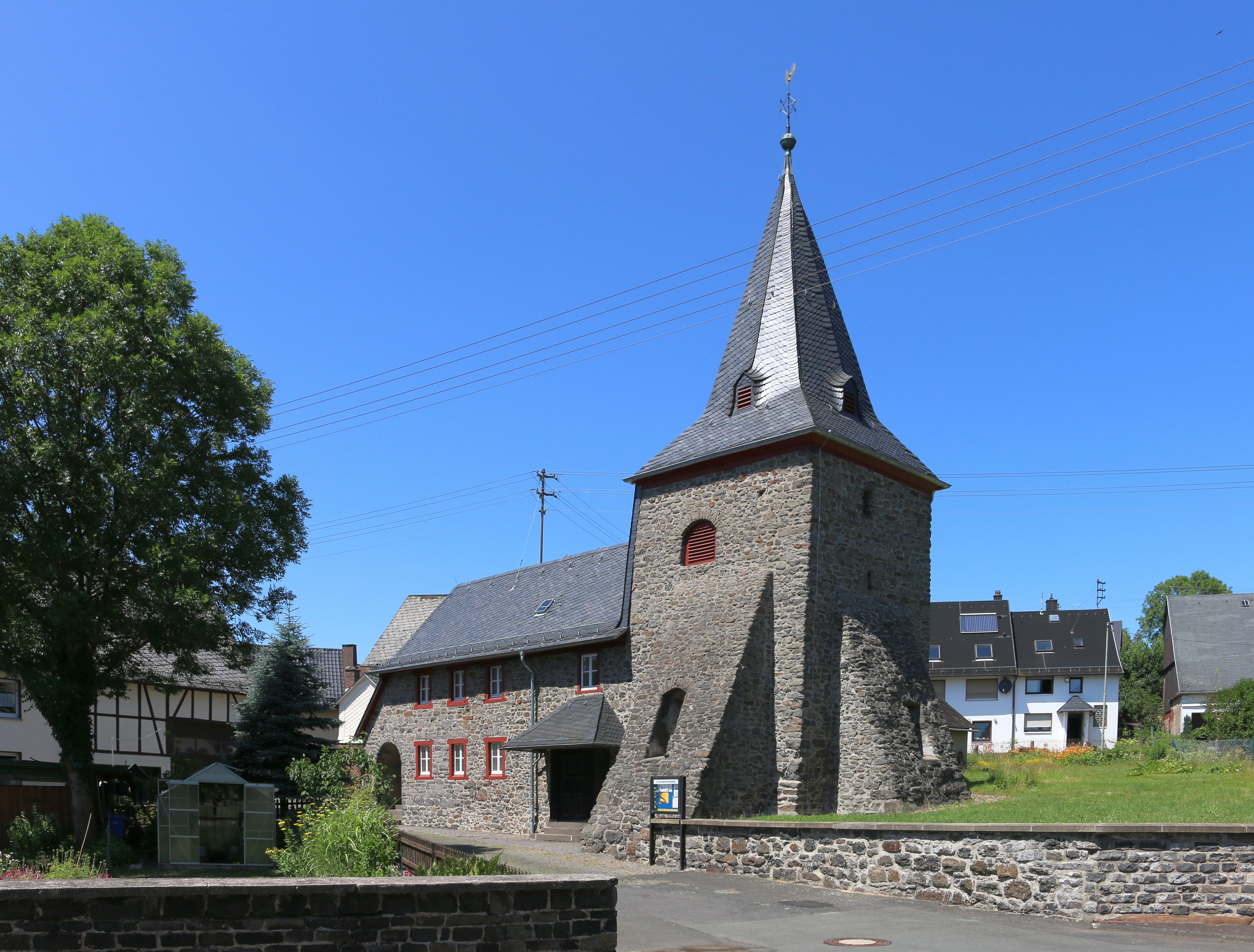
Evangelische Kirche in Mademühlen

Die evangelische Kirche Mademühlen ist ein denkmalgeschütztes Kirchengebäude in Mademühlen, einem Ortsteil der Gemeinde Driedorf im Lahn-Dill-Kreis  in Hessen. Die Kirche gehört zur Kirchengemeinde Driedorf im Dekanat an der Dill in der Propstei Nord-Nassau der Evangelischen Kirche in Hessen und Nassau.

## Beschreibung
Der spätromanische Chorturm aus Bruchsteinen hat mächtige, angeböschte Strebepfeiler. Das im Kern romanische Kirchenschiff wurde 1770 nach Westen durch einen zweigeschossigen Anbau verlängert, der bis 1835 als Schule diente. Die Kirchenausstattung ist barock. Die Kanzel wurde um 1700 gebaut.